# Odense
Odense (, /oðˀn̩sə/) è la terza città più grande della Danimarca. Ha una popolazione di 183 763 abitanti (2024) e si trova sull'isola di Fionia (Fyn), compresa nella regione di Danimarca Meridionale, porto commerciale alla foce del fiume omonimo.

## Storia
Odense (da Odins Vé, che significa "santuario di Odino", riferendosi al dio Odino della mitologia norrena), è una delle città più antiche della Danimarca e ha celebrato il suo millenario nel 1988. Per celebrare questo, un bosco chiamato "Foresta dei mille anni" (in danese: Tusindårsskoven) è stato piantato.
Il santuario di San Canuto (danese: Sankt Knud / Knud den Hellige - Canuto il Santo) all'interno dell'omonima Cattedrale è stata meta dei pellegrini in tutto il Medioevo.
Nel XVI secolo, la città era il luogo d'incontro di diversi parlamenti, e fino al 1800 fu sede dell'assemblea provinciale di Fionia.
Simbolo più famoso di Odense era la Odinstårnet (Torre di Odino), costruita nel 1935, che era la seconda torre più alta d'Europa, superata solo dalla Torre Eiffel di Parigi. La Odinstårnet fu fatta saltare in aria da un gruppo danese nazista nel 1944 e non è più stata ricostruita. Tuttavia, un modello in miniatura di essa si trova ora nella zona residenziale Odinsparken, nella zona in cui era la torre originale.
Fino all'inizio della rivoluzione industriale danese, Odense è stata anche la seconda più grande città moderna della Danimarca, negli ultimi tempi superata da Aarhus. Nel 1970 allargò sensibilmente il suo territorio annettendo nella sua centena i comuni parrocchiali di Allese con Næsbyhoved—Broby e Næsby (7 556 abitanti), Bellinge con Brændekilde (3.246), Dalum (12.939), Paarup (9.927), Sanderum (6.216), Stenløse con Fangel (3.391), Korup e Ubberud (1.505 e 2.274), e poi Allerup con Davinde (936), Agedrup con Seden-Åsum (1.388 e 1.956), Fraugde (1.995), Højby (970) e Lumby (4.261).

## Monumenti
Di importanza storico-artistica notevole per alcuni interessanti edifici, come la Cattedrale di San Canuto (Skt. Knud), fondata nel 1086, ma ricostruita nei secoli XIV-XV, che è una delle più importanti chiese gotiche in mattoni della Danimarca: l'interno, semplice ma grandioso, conserva le reliquie del santo titolare, patrono della Danimarca, e due importanti opere dello scultore Claus Berg. Nella cripta è conservato il grande trittico intagliato del coro (1521) e la tomba di re Giovanni.
Altre belle chiese sono la chiesa di Nostra Signora (di origine romanica, ma rifatta in forme gotiche) e quella dei Cavalieri di San Giovanni (XV secolo).
Il centro antico, dalla pianta irregolare, conserva case in legno e muratura, sedi di corporazioni.
Importanti testimonianze sono anche il Museo Storico Culturale, il Museo all'aperto "Il villaggio di Fionia" e il Museo Preistorico.

## Frazioni

### Brændekilde

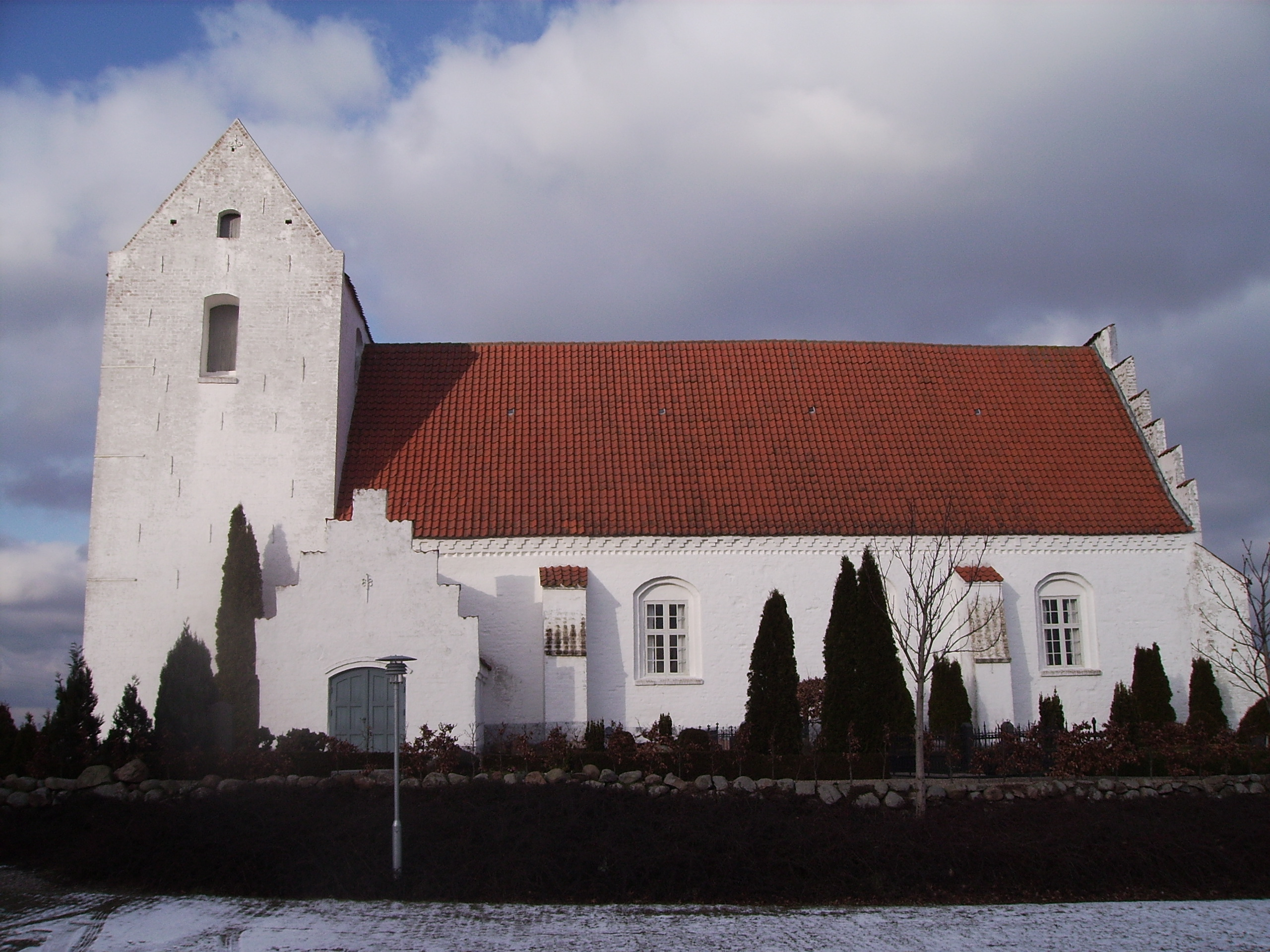
La chiesa parrocchiale di Brændekilde

A sudovest della città, nel 2009 contava 299 abitanti. Sede parrocchiale, vanta una chiesa trecentesca. Ha dato i natali al linguista Rasmus Christian Rask (1787-1832), al pittore Hans Andersen Brendekilde (1857-1942) e al politico Aksel Larsen (1897-1972).

## Istruzione
Sede del campus principale dell'Università della Danimarca Meridionale (Syddansk Universitet) e di una facoltà del collegio universitario Lillebælt (University College Lillebælt). Sono presenti 8 licei, una scuola di economia, una scuola professionale di stato, nonché un certo numero di scuole private.

## Economia
Terza città danese per numero di abitanti, collegata al fiordo omonimo da un canale lungo 8,2 km, costruito nel 1804, è un attivo porto commerciale e sede di industrie metallurgiche, elettrotecniche, meccaniche, cantieristiche, alimentari, tessili, dell'abbigliamento, del tabacco e cartarie. Odense è sbocco dei prodotti della fertile isola e attivo nodo delle vie di comunicazione, posta sull'asse ferroviario che unisce Copenaghen al continente. Nella città è presente l'omonima stazione ferroviaria.
Ad Odense si trovano diverse grandi imprese, tra le quali il più grosso cantiere navale danese, l'Odense Steel Shipyard di proprietà del gruppo A.P. Møller-Mærsk e la birreria Albani.
La televisione commerciale TV2, a diffusione nazionale, ha altresì sede a Odense.

## Sport
Odense si è nel tempo evoluta nello sport danese di alto livello: in città vi sono quindi uno stadio di calcio, uno stadio di atletica, una pista ciclabile, un multi-arena e uno stadio di hockey su ghiaccio.
Nel calcio molti club sono stati protagonisti del campionato danese. Nel corso degli anni i cinque club, Odense Boldklub, B1909, B1913, OKS e Odense KFUM hanno avuto successo e hanno progettato diversi piani di cooperazione e di raggruppamento. Nel 1980 si era persino pensato di costituire una squadra congiunta con il migliori calciatori dei cinque club. L'Odense Boldklub (abbreviato Odense BK) è rimasto indipendente ed è ora la squadra principale della città. B1909 e B1913 hanno stretto un'alleanza per giocare nella 1ª Divisione (stagione 2009/2010) con il nome di FC Fyn, mentre OKS e Odense KFUM non militano più nelle massime divisioni.

## Amministrazione

### Gemellaggi
Odense è gemellata con:
| - Brno - Columbus - Funabashi - Groninga - Iksan - Smirne - Katowice | - Kaunas - Kiev - Klaksvík - Kópavogur - Norrköping - Östersund - Petah Tikva | - Schwerin - Shaoxing - St Albans - Tampere - Trondheim - Upernavik - Zhejiang |